# Nanodectes bulbicercus
Nanodectes bulbicercus é uma espécie de insecto da família Tettigoniidae.
É endémica da Austrália.